# Монришар, Жозеф Эли Дезирэ Перрюке де
Жозеф Эли Дезире Перрюке де Монришар (фр. Joseph Hélie Désiré Perruquet de Montrichard; 1760—1828) — французский военный деятель, дивизионный генерал (1799 год), участник революционных и наполеоновских войн. Имя генерала выбито на Триумфальной арке в Париже.

## Биография

### Происхождение и начало военной карьеры
Родился в дворянской семье Жоржа Перрюке де Монришара (фр. Georges Perruquet de Montrichard; 1722–1797) и его супруги Мари Клодин Ноден (фр. Marie Claudine Naudin; 1722–). 16 августа 1781 года поступил сверхштатным студентом в Школу применения артиллерии и инженерных войск в Меце. 1 сентября 1782 года был зачислен в артиллерийскую школу Безансона. 1 сентября 1783 года начал военную службу в Страсбургском артиллерийском полку в звании второго лейтенанта.

### Служба в годы Революции
1 апреля 1791 года переведён во 2-й полк пешей артиллерии в Меце в звании второго капитана. 1 июня 1792 года назначен капитан-командующим гарнизона Безансона. В феврале 1793 года стал помощником полковника штаба Рейнской армии. В ряде случаев проявил необычайную энергию. 30 июля 1793 года получил звание командира батальона штаба, и продолжал давать доказательства храбрости и таланта. 13 июня 1795 года произведён в полковники штаба.
23 июня 1796 года Монришар отличился при переправе через Рейн у Келя, где с небольшим количеством людей под огнём пушки переправился на вражеский берег, занял плацдарм и удержал его, захватив значительное количество пленных. За эти смелые действия 2 августа 1796 года получил звание бригадного генерала. 24 августа в составе 1-й дивизии Рейнско-Мозельской армии прославился при переправе через Лех, когда бросился в реку во главе французских колонн, которые он воспламенил своим примером, яростно атаковал врага и разгромил его после упорного сопротивления. Проявив смелость и энергию в различных атаках, Монришар также смог показать свои таланты в обороне, умело действуя в арьергардных боях при отступлении этой армии. 16 сентября отвечал за прикрытие отступления Моро от Ульма. 24 октября сражался у Шлингена. В составе дивизии Сен-Сюзанна в ноябре участвовал в обороне Келя.
4 февраля 1797 года в Дессенхейме женился на немецкой баронессе Каролине Бёклин фон Бёклинзау (нем. Caroline Christiane Auguste Böcklin von Böcklinsau; 1769—1835). У пары родились четыре сына.
20 апреля 1797 года включён в состав дивизии Жирара. 14 декабря 1797 года стал начальником штаба Майнцской армии. 12 января 1798 года переведён в Английскую армию. После того, как Директория назначила генерала Жубера главкомом Итальянской армии, Монришар 14 октября 1798 года последовал за ним в качестве начальника штаба армии. Принимал участие в оккупации Пьемонта. 5 декабря занял Алессандрию.

### Дивизионный генерал
5 февраля 1799 года произведён в дивизионные генералы, и был поставлен во главе правого крыла Итальянской армии. 26 марта сражался у Пастренго. 5 апреля участвовал в неудачном сражении генерала Шерера при Маньяно, после чего , оборонял Тоскану и Лигурию. 26 апреля назначен комендантом Болоньи. В конце мая присоединился к генералу Макдональду. Нанёс несколько поражений австрийцам и вынудил их снять осаду с форта Урбино. Ещё сложнее было справиться с партизанами в Тоскане, которые разжигали недовольство среди жителей; но его стойкость и хладнокровие позволили удержать ситуацию под контролем, более того, он смог восстановить сообщение между Болоньей и Феррарой, которое повстанцы на какое-то время нарушили. В сражении 17-19 июня при Треббии командовал дивизией на правом фланге французов.
17 декабря 1799 года переведён в Рейнскую армию генерала Моро. 1 апреля 1800 года возглавил 2-ю пехотную дивизию в корпусе Лекурба. 3 мая сражался у Штокаха, 5 мая у Мескирха, 10 мая у Меммингена и 19 июня у Хёхштадта. 4 июля возглавил 3-ю пехотную дивизию правого крыла Рейнской армии, отличился во многих сражениях. 27 июня дрался у Нойбурга. 9 декабря переправился через Инн в Нойфбойерне. Затем, сражался с австрийцами у Гётцинга, 14 декабря у Зальцбурга и 20 декабря у Кремсмюнстера. Оккупировал Граубюнден и Форарльберг, исполнял обязанности губернатора Люнебурга.
С 2 декабря 1801 года по 8 августа 1802 года служил на территории Гельветической республики. 23 сентября 1802 года стал командующим французских войск в Батавской республике.  25 марта 1803 года расположился в Бреде. С 3 мая по 26 августа 1803 года командовал 1-й пехотной дивизией Ганноверской армии.

### Служба в Италии
26 августа 1803 года возглавил французские и итальянские войска в Папской области. С 19 ноября 1803 года командовал 1-й пехотной дивизией наблюдательного корпуса Неаполя генерала Гувьона-Сен-Сира. В первых числах ноября 1805 года получил от будущего маршала приказ занять Анкону и привести крепость в состояние обороны. 6 ноября генерал Монришар внезапно появился во главе своей колонны под стенами этого города, распахнул двери и обосновался там. 16 ноября наложил на жителей контрибуцию в размере 100 000 пиастров, за что был 6 марта 1806 года отстранён Наполеоном от должности и вызван в Париж для объяснений. Его дело вёл кардинал Феш, который в конце концов посчитал, что его собеседник скорее несчастен, чем виновен. Также Монришар написал оправдательное письмо военному министру Дежану, который в своём отчёте по этому делу оправдывал поведение экс-губернатора Анконы перед Наполеоном.

### Служба в Далмации
14 января 1808 года был прощён Императором, и вернулся к активной службе с назначением в Армию Далмации. 26 января получил должность командира 1-й пехотной дивизии в данной армии. Принял участие в Австрийской кампании 1809 года. 20 мая сражался у Госпича. 30 июня 1809 года переведён в штаб Армии Германии и с 9 июля исполнял функции коменданта острова Лобау вместо генерала Ренье. С 12 ноября 1809 года по 9 ноября 1810 года возглавлял 2-ю пехотную дивизию 11-го армейского корпуса Иллирийской армии.
9 декабря 1810 года возвратился во Францию и был определён в резерв. 14 апреля 1812 года назначен командиром пехотной дивизии, организованной во Фриули. 3 марта 1813 года сменил генерала Пакто во главе 2-й пехотной дивизии Иллирийской армии. 18 апреля 1813 года был назначен комендантом Рагузы. С 19 по 27 января 1814 года оборонял Рагузу от англо-австрийских войск. 29 января сдал город союзникам, что положило конец французскому правлению в Иллирийских провинциях. Монришар был возвращён в Анкону по условиям капитуляции.

### Последние годы службы
Вернулся во Францию и с мая 1814 года оставался без служебного назначения. 21 июля 1815 года был назначен командующим 6-го военного округа в Безансоне. С 1 августа вновь без назначения. 4 сентября отправлен в отставку и 18 сентября оставил командование.
Умер 5 апреля 1828 года в Страсбурге.

## Воинские звания
- Второй лейтенант (1 сентября 1783 года);
- Лейтенант (11 июня 1786 года);
- Второй капитан (1 апреля 1791 года);
- Первый капитан (1 июня 1792 года);
- Командир батальона штаба (30 июля 1793 года);
- Полковник штаба (13 июня 1795 года);
- Бригадный генерал (2 августа 1796 года);
- Дивизионный генерал (5 февраля 1799 года).

## Награды
Легионер ордена Почётного легиона (11 декабря 1803 года)
 Коммандан ордена Почётного легиона (14 июня 1804 года)
 Кавалер военного ордена Святого Людовика (5 ноября 1814 года)